# MacNider (canton)
MacNider ou McNider est un canton canadien de l'est du Québec situé dans la région administrative du Bas-Saint-Laurent dans la vallée de la Matapédia. 

## Toponymie
Le toponyme « MacNider » est en l'honneur de la famille de marchands écossaise des MacNider dont Mathew MacNider qui a acquis la seigneurie de Mitis en 1802 et son frère, John MacNider, qui a l'a acheté en 1807. En fait, la famille MacNider a été la propriétaire de la seigneurie de Mitis pendant près de 50 ans.

## Géographie
Le canton MacNider est situé sur le versant sud du fleuve Saint-Laurent à une dizaine de kilomètres de son littoral à la hauteur de Baie-des-Sables. Il couvre une superficie de 25 445 hectares. Il compte douze rangs qui sont chacun divisés en 51 lots à l'exception des deux premiers.

## Histoire
Le canton MacNider fut proclamé officiellement le 23 août 1842,. Les colons commencèrent à arriver tôt après sa proclamation pour défricher les terres qui deviendront plus tard Baie-des-Sables et Les Boules situées dans les premiers rangs du canton. La colonisation fut accélérée par l'établissement du chemin Royal qui reliait Métis-sur-Mer et Matane. La colonisation s'est étendue aux six premiers rangs avant 1860 surtout grâce à l'établissement d'une route par le gouvernement ayant pour but de relier le fleuve Saint-Laurent au chemin Matapédia. Cette dernière qui devint plus tard la route 297 ne s'étendait que jusqu'au sixième rang en 1860. Cependant, bien avant que le chemin ne fut complété, des colons allèrent s'établirent sur les rangs 7, 8 et 9 qui devinrent plus tard la paroisse de Saint-Damase.